# Szerencsi Bonbon Kft.
A Szerencsi Bonbon Kft. magyar tulajdonú családi vállalkozás. Három telephelyen működik. Termékei a Szerencsi Retró szelet (régi nevén Melódia), a Macskanyelv, az Állat ABC és Vár csokoládék, a kézzel készített konyakmeggy. 

## Története
A szerencsi csokoládégyártás története 1923-ra nyúlik vissza. Ekkor nyitotta meg kapuit a csokoládégyár a cukorgyár szomszédságában. 1991-ben a csokoládégyárat megvásárolta a Nestlé; 1996-tól az abban az évben alapított Szerencsi Bonbon Kft. bérmunkában gyártotta a csokoládét a Nestlé számára. 2015-ben a Szerencsi csokoládé (egyedüli édességként) bekerült a Nemzeti Értéktárba. 2018-ban a Szerencsi Bonbon visszavásárolta a Nestlé cégtől a szerencsi csokoládé védjegyét. 2020-ban 282 millió forint állami támogatásban részesült egy 600 millió forintos beruházáshoz. 2021-ben új üzemcsarnok építését kezdték el, amelyet 2022. márciusban adtak át.

## Termékei
A cég mintegy háromszáz terméket gyárt; a hagyományos termékek (Szerencsi Retró szelet, Macskanyelv, Állat ABC és Vár csokoládék, kézzel készített konyakmeggy) mellett figurákat, karamellákat, drazsékat, különféle desszerteket, szaloncukrokat készítenek itt. A termékek kakaótartama tejcsokoládéban 40%, étcsokoládéban 70%.
A cég 2022-ig összesen 60 oltalmat jegyeztetett be.